# Osiedle Słowicza (Piaseczno)
Osiedle Słowicza to osiedle położone w północno-zachodniej części Piaseczna. Od północy graniczy z wsią Stara Iwiczna. Od południa osiedla przy ulicy Słowicza znajduje się kościół pod wezwaniem Matki Bożej Różańcowej. Od zachodu znajduje się nowoczesne Osiedle Róż. Przez osiedle przebiegają takie ulice jak ulica Strusia czy ulica Pelikanów. Na osiedlu znajdują się sklepy (np. Żabka), place zabaw i placówki stomatologiczne.
Osiedle Słowicza zaczęło powstawać w 1998 r., powstawało za czasów wieloletniego burmistrza Józefa Zalewskiego.

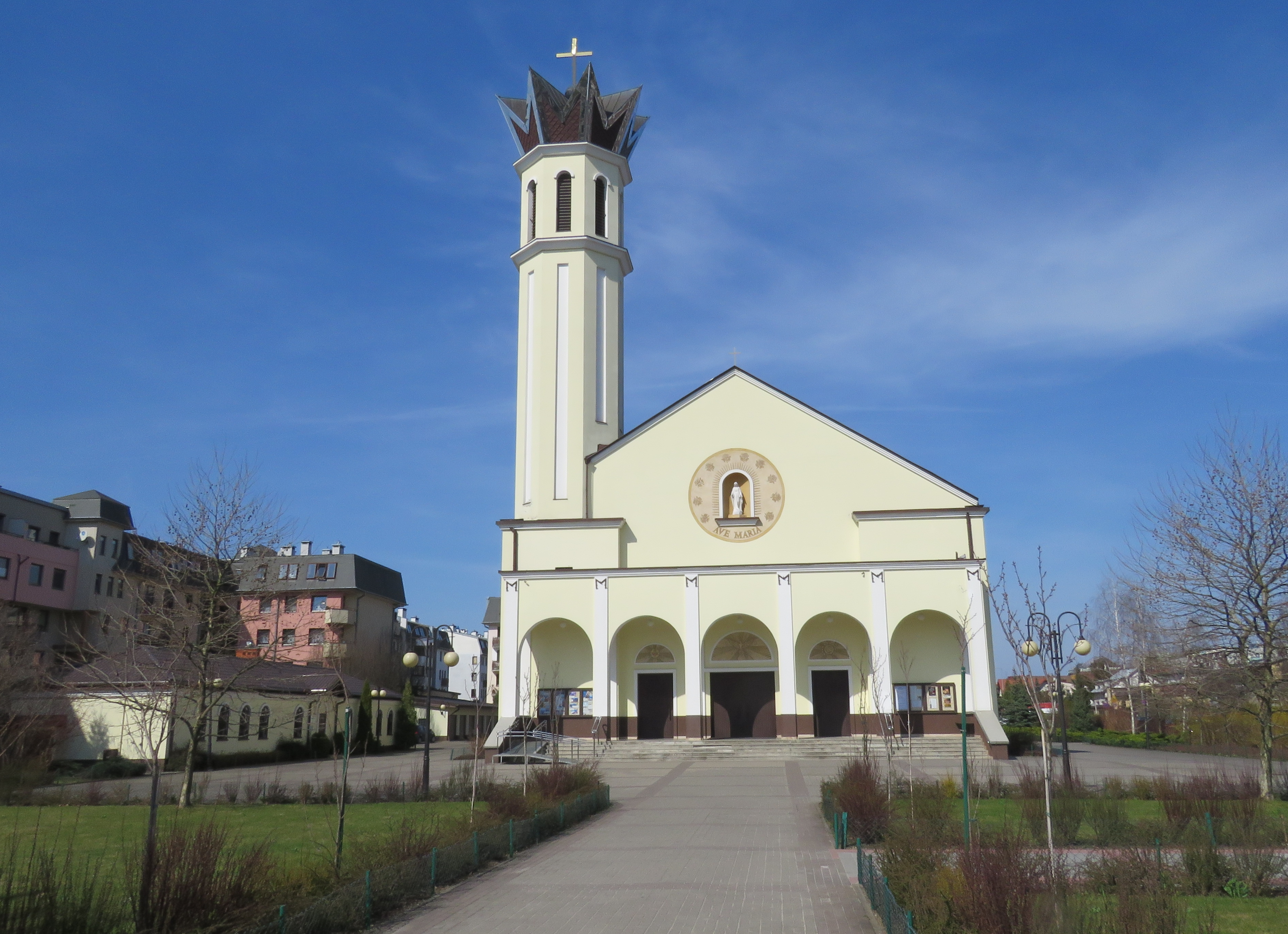
Kościół pw. Matki Bożej Różańcowej